# Ordoño Álvarez
Ordoño Álvarez (Asturias, c. 1198-Roma, 21 de diciembre de 1285) fue un eclesiástico asturiano, abad de Husillos, obispo de Salamanca, arzobispo de Braga y cardenal.

## Orígenes familiares
Ordoño Álvarez era miembro de la casa de Noreña, también llamada casa de Nava, una de las más nobles y antiguas de Asturias, descendientes de los infantes Ordoño Ramírez el Ciego y Cristina Bermúdez. Su padre fue Álvar Díaz, beneficiado en el repartimiento de Sevilla tras su conquista en 1248 por el rey Fernando el Santo, tenente en Siero, Nava, Aguilar y otras plazas. Álvar era hijo de Ordoño Álvarez de las Asturias, importante personaje durante el reinado del Alfonso IX de León, que acompañó al monarca en las campañas en Andalucía, en la conquista de Córdoba en 1236 y nombrado por el rey su alcalde en Jaén para que se encargara del repartimiento. Fue a partir del abuelo homónimo del cardenal Ordoño que este linaje comenzó a ser conocido «fuera del ámbito asturiano» como los Álvarez de las Asturias.
Álvar contrajo matrimonio con Teresa Pérez Girón,  hija de los nobles Pedro Rodríguez Girón y de su esposa Sancha Pérez de Lumiares. Esta última era hija de Pedro Alfonso de Ribadouro, tenente de Neiva (1187) y de Trancoso (1184), y de Urraca Alfonso de Portugal, hija ilegítima de Alfonso Enríquez, el primer rey de Portugal. Uno de los hermanos de Ordoño fue Pedro Álvarez de las Asturias, el padre de Rodrigo Álvarez de las Asturias, conde de Noreña, tutor del rey Enrique de Trastámara a quien hizo su heredero universal.

## Carrera eclesiástica
Fue abad en la Abadía de Santa María de Husillos desde el 1 de julio de 1273 cuando fue nombrado por el papa Gregorio X, hasta el 13 de julio de 1281. Como abad de Husillos, asistió en 1274 al II concilio de Lyon celebrado en tiempos de Gregorio X. 
Fue también obispo de Salamanca, según consta en el episcopologio, hasta 1281, y arzobispo de Braga entre 1275 y 1278. Bajo el pontificado de Nicolás III, fue nombrado cardenal obispo de Frascati y decano del Colegio Cardenalicio; como tal participó en los cónclaves de 1280 y 1285 en los que resultaron elegidos papas Martín IV y Honorio IV.

## Muerte y sepultura
El cardenal Ordoño Álvarez falleció en Roma en 1285. Posiblemente recibió sepultura en el claustro de la antigua catedral de Salamanca, según consta en varios documentos.
| Predecesor: Sancho       | Arzobispo de Braga 1275-1278          | Sucesor: Tello               |
| Predecesor: Pedro Julião | Cardenal obispo de Frascati 1278-1285 | Sucesor: Giovanni Boccamazza |